# Atalanta Bergamasca Calcio 2000-2001
Questa voce raccoglie le informazioni riguardanti l'Atalanta Bergamasca Calcio nelle competizioni ufficiali della stagione 2000-2001.

## Stagione

Il giovane attaccante Fausto Rossini, tra le rivelazioni della stagione con 24 gare e 5 gol.

Nella stagione 2000-2001, l'Atalanta allineata ai nastri della Serie A come neopromossa, sempre allenata dal confermato Giovanni Vavassori inizia bene il campionato, vincendo tre delle prime quattro partite e ritrovandosi in vetta alla classifica. Nel girone di andata la squadra bergamasca ha ottenuto un pareggio (3-3) a San Siro contro il Milan e la vittoria (2-1) contro la Juventus.
In primavera la dea si ritrova ancora al quarto posto, ma cede nel finale del torneo perdendo posizioni, concludendo il campionato con 44 punti in settima posizione, fuori dalla zona che premia, con la qualificazione alle coppe europee. Nicola Ventola arrivato dal Bologna risulta il miglior realizzatore dei nerazzurri con 10 reti in campionato, anche Maurizio Ganz segna 10 reti, ma distribuite 5 in campionato e 5 in Coppa Italia.
In Coppa Italia l'Atalanta nel turno preliminare a gironi ha eliminato l'Avellino, il Ravenna e la Pistoiese (nella partita al centro di un presunto scandalo-scommesse). Nel secondo turno ha superato nel doppio confronto la Reggina sconfiggendola sia in casa che in trasferta, approdando agli ottavi, nei quali ha superato la Roma, pareggiando (1-1) all'Olimpico e vincendo (4-2) a Bergamo. Il cammino è stato interrotto dal Milan che nei quarti di finale, ha vinto (4-2) all'andata, e reso inutile il successo (2-1) dei neroazzurri nella gara di ritorno.

## Rosa
| N. |                            | Ruolo | Calciatore          |
| -- | -------------------------- | ----- | ------------------- |
| 1  | Italia (bandiera)          | P     | Alberto Fontana     |
| 2  | Italia (bandiera)          | D     | Fabio Rustico       |
| 3  | Italia (bandiera)          | C     | Domenico Morfeo     |
| 4  | Italia (bandiera)          | D     | Massimo Paganin     |
| 5  | Jugoslavia (bandiera)      | C     | Ljubisa Dundjerski  |
| 6  | Italia (bandiera)          | C     | Fabio Gallo         |
| 7  | Italia (bandiera)          | A     | Marco Nappi         |
| 8  | Italia (bandiera)          | C     | Luciano Zauri       |
| 9  | Italia (bandiera)          | A     | Fausto Rossini      |
| 10 | Italia (bandiera)          | A     | Nicola Ventola      |
| 11 | Italia (bandiera)          | A     | Maurizio Ganz       |
| 12 | Italia (bandiera)          | P     | Davide Pinato       |
| 15 | Italia (bandiera)          | D     | Stefano Lorenzi     |
| 16 | Rep. Dominicana (bandiera) | A     | José Espinal        |
| 19 | Italia (bandiera)          | D     | Damiano Zenoni      |
| 20 | Italia (bandiera)          | D     | Massimo Carrera     |
| 21 | Italia (bandiera)          | C     | Alex Pinardi        |
| 22 | Italia (bandiera)          | P     | Ivan Pelizzoli      |
| 23 | Italia (bandiera)          | D     | Mauro Minelli       |
| 24 | Italia (bandiera)          | D     | Sebastiano Siviglia |
| 26 | Italia (bandiera)          | D     | Cristian Zenoni     |
| 27 | Italia (bandiera)          | C     | Cristiano Doni      |

| N. |                            | Ruolo | Calciatore              |
| -- | -------------------------- | ----- | ----------------------- |
| 28 | Italia (bandiera)          | C     | Daniele Berretta        |
| 29 | Italia (bandiera)          | C     | Massimo Donati          |
| 30 | Italia (bandiera)          | D     | Gianpaolo Bellini       |
| 31 | Italia (bandiera)          | D     | Sergio Carnesalini      |
| 32 | Italia (bandiera)          | A     | Rolando Bianchi         |
| 33 | Italia (bandiera)          | C     | Roberto Previtali       |
| 36 | Australia (bandiera)       | D     | Adrian Madaschi         |
|    | Italia (bandiera)          | C     | Alessandro Pontarollo   |
|    | Italia (bandiera)          | C     | Biagio Pagano           |
|    | Italia (bandiera)          | D     | Cesare Natali           |
|    | Italia (bandiera)          | D     | Cristian Raimondi       |
|    | Italia (bandiera)          | D     | Danilo Zini             |
|    | Italia (bandiera)          | D     | Francesco Ardu          |
|    | Italia (bandiera)          | A     | Giacomo Banchelli       |
|    | Italia (bandiera)          | D     | Massimo Vismara         |
|    | Italia (bandiera)          | P     | Matteo Gritti           |
|    | Italia (bandiera)          | D     | Matteo Minelli          |
|    | Italia (bandiera)          | P     | Nicholas Caglioni       |
|    | Brasile (bandiera)         | A     | Piá                     |
|    | Italia (bandiera)          | D     | Pierre Giorgio Regonesi |
|    | Rep. Dominicana (bandiera) | C     | Vinicio Espinal         |

## Organigramma societario
Area direttiva
- Presidente: Ivan Ruggeri
- Vice presidenti: Bruno Ruggeri e Giambattista Begnini
- Direttore generale: Giuseppe Marotta

Area organizzativa
- Segretario generale: Carlo Valenti
- Team manager: Luca Befani

Area tecnica
- Direttore sportivo: Emiliano Mascetti
- Collaboratori tecnici: Gabriele Messina
- Allenatore: Giovanni Vavassori
- Vice allenatore: Alessandro Tirloni
- Preparatori atletico: Marco Rota
- Preparatore dei portieri: Nello Malizia

Area sanitaria
- Coord. sanitario: Amedeo Amadeo
- Medico sociale: Valter Polini e Aristide Cobelli
- Massaggiatori: Gianmario Gerenzani e Giancarlo Colombo

## Risultati

### Serie A

#### Girone di andata
| Arbitro: | Trentalange (Torino) |

|                                  |           |                              |
| Pancaro 21’ (aut.) C. Zenoni 66’ | Marcatori | 3’ Mihajlovic 73’ S. Inzaghi |

| Arbitro: | Farina (Novi Ligure) |

|          |           |                         |
| Toni 52’ | Marcatori | 67’ Doni 80’ F. Rossini |

| Arbitro: | Cassarà (Palermo) |

|  |           |                            |
|  | Marcatori | 50’ F. Rossini 55’ Ventola |

| Arbitro: | Rodomonti (Teramo) |

|                                            |           |  |
| F. Rossini 38’ D. Zenoni 44’ Ventola 90+3’ | Marcatori |  |

| Arbitro: | Rosetti (Torino) |

|                                                 |           |                                       |
| Serginho 23’ Bierhoff 49’ Shevchenko 63’ (rig.) | Marcatori | 21’, 44’ (rig.) Doni 45+1’ F. Rossini |

| Arbitro: | Cesari (Genova) |

|                          |           |  |
| Donati 16’ Ventola 90+2’ | Marcatori |  |

| Napoli 19 novembre 2000 7ª giornata | Napoli                                 | 0 – 0 referto | Atalanta | Stadio San Paolo\| Arbitro: \| Pellegrino (Barcellona Pozzo di Gotto) \| |
| Arbitro:                            | Pellegrino (Barcellona Pozzo di Gotto) |               |          |                                                                          |

| Arbitro: | Paparesta (Bari) |

|          |           |  |
| Ganz 45’ | Marcatori |  |

| Arbitro: | N. Ayroldi (Molfetta) |

|                                   |           |  |
| Lamouchi 19’ Sérgio Conceição 83’ | Marcatori |  |

| Bergamo 10 dicembre 2000 10ª giornata | Atalanta          | 0 – 0 referto | Perugia | Stadio Atleti Azzurri d'Italia\| Arbitro: \| Cassarà (Palermo) \| |
| Arbitro:                              | Cassarà (Palermo) |               |         |                                                                   |

| Arbitro: | Saccani (Mantova) |

|  |           |          |
|  | Marcatori | 84’ Ganz |

| Arbitro: | Farina (Novi Ligure) |

|  |           |             |
|  | Marcatori | 65’ Seedorf |

| Arbitro: | Rosetti (Torino) |

|  |           |                           |
|  | Marcatori | 1’ Delvecchio 41’ Tommasi |

| Arbitro: | Collina (Viareggio) |

|             |           |  |
| Dionigi 23’ | Marcatori |  |

| Bergamo 21 gennaio 2001 15ª giornata | Atalanta           | 0 – 0 referto | Fiorentina | Stadio Atleti Azzurri d'Italia\| Arbitro: \| Preschern (Mestre) \| |
| Arbitro:                             | Preschern (Mestre) |               |            |                                                                    |

| Arbitro: | Pellegrino (Barcellona Pozzo di Gotto) |

|                      |           |                                |
| Sottil 33’ Gargo 76’ | Marcatori | 2’, 20’ Ventola 4’, 41’ Morfeo |

| Arbitro: | De Santis (Tivoli) |

|                         |           |                       |
| Lorenzi 75’ Ventola 82’ | Marcatori | 73’ (aut.) M. Paganin |

#### Girone di ritorno
| Roma 11 febbraio 2001 18ª giornata | Lazio               | 0 – 0 referto | Atalanta | Stadio Olimpico\| Arbitro: \| Collina (Viareggio) \| |
| Arbitro:                           | Collina (Viareggio) |               |          |                                                      |

| Arbitro: | Ayroldi (Molfetta) |

|             |           |             |
| Ventola 41’ | Marcatori | 73’ Sommese |

| Bergamo 25 febbraio 2001 20ª giornata | Atalanta           | 0 – 0 referto | Bari | Stadio Atleti Azzurri d'Italia\| Arbitro: \| Bolognino (Milano) \| |
| Arbitro:                              | Bolognino (Milano) |               |      |                                                                    |

| Arbitro: | Preschern (Mestre) |

|                   |           |          |
| Salvetti 11’, 90’ | Marcatori | 42’ Doni |

| Arbitro: | Rodomonti (Teramo) |

|          |           |                    |
| Ganz 62’ | Marcatori | 24’ (aut.) Lorenzi |

| Arbitro: | Braschi (Prato) |

|  |           |                          |
|  | Marcatori | 11’, 63’ Ganz 44’ Morfeo |

| Arbitro: | Rodomonti (Teramo) |

|                 |           |             |
| Doni 69’ (rig.) | Marcatori | 38’ Pecchia |

| Arbitro: | Saccani (Mantova) |

|  |           |                        |
|  | Marcatori | 69’ Ventola 80’ Morfeo |

| Arbitro: | Paparesta (Bari) |

|  |           |               |
|  | Marcatori | 28’ Milosevic |

| Arbitro: | Rosetti (Torino) |

|                            |           |                             |
| Gio. Tedesco 34’ Ahn 90+4’ | Marcatori | 25’ Ventola 70’ (rig.) Doni |

| Arbitro: | Bertini (Arezzo) |

|                        |           |                  |
| Ventola 48’ Morfeo 67’ | Marcatori | 58’, 75’ Signori |

| Arbitro: | Cesari (Genova) |

|                             |           |  |
| C. Vieri 6’, 10’ Recoba 35’ | Marcatori |  |

| Arbitro: | Treossi (Forlì) |

|              |           |  |
| Montella 63’ | Marcatori |  |

| Arbitro: | De Santis (Tivoli) |

|           |           |               |
| Zauri 11’ | Marcatori | 16’ Zanchetta |

| Arbitro: | Trentalange (Torino) |

|                |           |                 |
| Nuno Gomes 13’ | Marcatori | 20’ (rig.) Doni |

| Arbitro: | Tombolini (Ancona) |

|  |           |           |
|  | Marcatori | 31’ Muzzi |

| Arbitro: | Bolognino (Milano) |

|                              |           |           |
| Trezeguet 6’ Tacchinardi 64’ | Marcatori | 78’ Nappi |

### Coppa Italia

#### Turno preliminare Girone 3
| Arbitro: | Cassarà (Palermo) |

|              |           |                               |
| Piccioni 46’ | Marcatori | 14’ Ganz 38’ Ventola 71’ Doni |

| Arbitro: | Preschern (Mestre) |

|                 |           |  |
| Doni 31’ (rig.) | Marcatori |  |

| Arbitro: | Bonfrisco (Monza) |

|           |           |              |
| Zauri 45’ | Marcatori | 87’ Bizzarri |

#### Turni eliminatori
| Arbitro: | Serena (Bassano del Grappa) |

|                           |           |  |
| F. Rossini 41’ Donati 63’ | Marcatori |  |

| Arbitro: | Paparesta |

|  |           |               |
|  | Marcatori | 79’ C. Zenoni |

| Arbitro: | Pellegrino (Barcellona Pozzo di Gotto) |

|              |           |                |
| Montella 25’ | Marcatori | 48’ G. Bellini |

| Arbitro: | Collina (Viareggio) |

|                                           |           |                        |
| Ganz 9’, 56’ G. Bellini 63’ Pinardi 90+2’ | Marcatori | 20’ Montella 90’ Totti |

| Arbitro: | Farina (Novi Ligure) |

|                                                       |           |                           |
| Leonardo 30’, 65’ José Mari 54’ (rig.) Shevchenko 88’ | Marcatori | 20’ Ganz 45’ (rig.) Nappi |

| Arbitro: | Paparesta (Bari) |

|                    |           |           |
| Nappi 14’ Doni 90’ | Marcatori | 20’ Boban |

## Statistiche

### Statistiche di squadra
| Competizione | Punti | In casa | In casa | In casa | In casa | In casa | In casa | In trasferta | In trasferta | In trasferta | In trasferta | In trasferta | In trasferta | Totale | Totale | Totale | Totale | Totale | Totale | DR |
| Competizione | Punti | G       | V       | N       | P       | Gf      | Gs      | G            | V            | N            | P            | Gf           | Gs           | G      | V      | N      | P      | Gf     | Gs     | DR |
| ------------ | ----- | ------- | ------- | ------- | ------- | ------- | ------- | ------------ | ------------ | ------------ | ------------ | ------------ | ------------ | ------ | ------ | ------ | ------ | ------ | ------ | -- |
| Serie A      | 44    | 17      | 4       | 9       | 4       | 16      | 14      | 17           | 6            | 5            | 6            | 22           | 20           | 34     | 10     | 14     | 10     | 38     | 34     | +4 |
| Coppa Italia |       | 5       | 4       | 1       | 0       | 10      | 4       | 4            | 2            | 1            | 1            | 7            | 6            | 9      | 6      | 2      | 1      | 17     | 10     | +7 |

### Statistiche dei giocatori
| Giocatore     | Serie A  | Serie A | Serie A     | Serie A    | Coppa Italia | Coppa Italia | Coppa Italia | Coppa Italia | Totale   | Totale | Totale      | Totale     |
| Giocatore     | Presenze | Reti    | Ammonizioni | Espulsioni | Presenze     | Reti         | Ammonizioni  | Espulsioni   | Presenze | Reti   | Ammonizioni | Espulsioni |
| ------------- | -------- | ------- | ----------- | ---------- | ------------ | ------------ | ------------ | ------------ | -------- | ------ | ----------- | ---------- |
| F. Ardu       | 0        | 0       | ?           | ?          | 0            | 0            | ?            | ?            | 0        | 0      | ?           | ?          |
| G. Banchelli  | 1        | 0       | ?           | ?          | 0            | 0            | ?            | ?            | 1        | 0      | ?           | ?          |
| G. Bellini    | 23       | 0       | ?           | ?          | 6            | 2            | ?            | ?            | 29       | 2      | ?           | ?          |
| D. Berretta   | 16       | 0       | ?           | ?          | 0            | 0            | ?            | ?            | 16       | 0      | ?           | ?          |
| R. Bianchi    | 1        | 0       | ?           | ?          | 0            | 0            | ?            | ?            | 1        | 0      | ?           | ?          |
| N. Caglioni   | 0        | 0       | ?           | ?          | 0            | 0            | ?            | ?            | 0        | 0      | ?           | ?          |
| M. Carrera    | 32       | 0       | ?           | ?          | 8            | 0            | ?            | ?            | 40       | 0      | ?           | ?          |
| M. Donati     | 26       | 1       | ?           | ?          | 7            | 1            | ?            | ?            | 33       | 2      | ?           | ?          |
| C. Doni       | 27       | 7       | ?           | ?          | 7            | 3            | ?            | ?            | 34       | 10     | ?           | ?          |
| L. Dundjerski | 12       | 0       | ?           | ?          | 4            | 0            | ?            | ?            | 16       | 0      | ?           | ?          |
| J. Espinal    | 1        | 0       | ?           | ?          | 0            | 0            | ?            | ?            | 1        | 0      | ?           | ?          |
| V. Espinal    | 3        | 0       | ?           | ?          | 1            | 0            | ?            | ?            | 4        | 0      | ?           | ?          |
| A. Fontana    | 1        | 0       | ?           | ?          | 0            | 0            | ?            | ?            | 1        | 0      | ?           | ?          |
| F. Gallo      | 2        | 0       | ?           | ?          | 7            | 0            | ?            | ?            | 9        | 0      | ?           | ?          |
| M. Ganz       | 24       | 5       | ?           | ?          | 7            | 4            | ?            | ?            | 31       | 9      | ?           | ?          |
| S. Lorenzi    | 16       | 1       | ?           | ?          | 3            | 0            | ?            | ?            | 19       | 1      | ?           | ?          |
| D. Morfeo     | 17       | 5       | ?           | ?          | 0            | 0            | ?            | ?            | 17       | 5      | ?           | ?          |
| M. Nappi      | 15       | 1       | ?           | ?          | 6            | 2            | ?            | ?            | 21       | 3      | ?           | ?          |
| C. Natali     | 0        | 0       | ?           | ?          | 1            | 0            | ?            | ?            | 1        | 0      | ?           | ?          |
| M. Paganin    | 25       | 0       | ?           | ?          | 7            | 0            | ?            | ?            | 32       | 0      | ?           | ?          |
| B. Pagano     | 1        | 0       | ?           | ?          | 0            | 0            | ?            | ?            | 1        | 0      | ?           | ?          |
| I. Pelizzoli  | 30       | 0       | ?           | ?          | 7            | 0            | ?            | ?            | 37       | 0      | ?           | ?          |
| A. Pinardi    | 11       | 0       | ?           | ?          | 8            | 1            | ?            | ?            | 19       | 1      | ?           | ?          |
| D. Pinato     | 4        | 0       | ?           | ?          | 2            | 0            | ?            | ?            | 6        | 0      | ?           | ?          |
| R. Previtali  | 1        | 0       | ?           | ?          | 0            | 0            | ?            | ?            | 1        | 0      | ?           | ?          |
| F. Rossini    | 18       | 4       | ?           | ?          | 6            | 1            | ?            | ?            | 24       | 5      | ?           | ?          |
| F. Rustico    | 3        | 0       | ?           | ?          | 2            | 0            | ?            | ?            | 5        | 0      | ?           | ?          |
| S. Siviglia   | 26       | 0       | ?           | ?          | 7            | 0            | ?            | ?            | 33       | 0      | ?           | ?          |
| N. Ventola    | 28       | 10      | ?           | ?          | 4            | 1            | ?            | ?            | 32       | 11     | ?           | ?          |
| L. Zauri      | 27       | 1       | ?           | ?          | 8            | 1            | ?            | ?            | 35       | 2      | ?           | ?          |
| C. Zenoni     | 34       | 1       | ?           | ?          | 9            | 1            | ?            | ?            | 43       | 2      | ?           | ?          |
| D. Zenoni     | 27       | 1       | ?           | ?          | 7            | 0            | ?            | ?            | 34       | 1      | ?           | ?          |